# Robert Heaton
Robert Charles Heaton, ou Robert Heaton, também conhecido por Rob Heaton (6 de julho de 1961 - 4 de novembro de 2004), foi baterista da banda  New Model Army entre 1982 e 1998, quando decidiu se afastar para recuperar-se de uma cirurgia de tumor cerebral. Nascido a 6 de julho, morreu aos 43 anos em decorrência de câncer pancreático em 4 de novembro de 2004.
Além de dividir com Justin Sullivan a autoria da maioria das canções de sete álbuns oficiais até sua saída, uma das maiores contribuições foi compor toda a música de "Green & Grey", considerada como um dos hinos da banda. Ultimamente contribuía com a cena musical independente de Bradford, Yorkshire, cidade próxima a Leeds que adotou como lar, muito em função da carreira artística e vida familiar. Através de um estúdio próprio e de um projeto semanal chamado Fresh Milk, dava visibilidade aos músicos locais, além de dedicado ao trabalho-solo (Gardeners of Eden),banda inspirada numa de suas paixões, a jardinagem.